# Itapipoca
Itapipoca, amtlich Município de Itapipoca, ist eine Stadt im brasilianischen Bundesstaat Ceará mit etwa 128.000 Einwohnern.